# Honky Tonk (pel·lícula de 1941)
 Honky Tonk és una pel·lícula estatunidenca de Jack Conway, estrenada el 1941.

## Argument
Candy Johnson és un jugador que viatja a la petita ciutat de Yellow Creek amb la idea de viure una vida honesta. Allà s'enamora de la bella Elizabeth Cotton i, amb els diners que guanyen en el joc, Johnson obre un saloon.

## Repartiment
- Clark Gable: 'Candy' Johnson
- Lana Turner: Elizabeth Cotton
- Frank Morgan: Juge Cotton
- Claire Trevor: 'Gold Dust' Nelson
- Marjorie Main: Sra. Varner
- Albert Dekker: Brazos Hearn
- Henry O'Neill: Daniel Wells
- Chill Wills: The Sniper
- Veda Ann Borg: Pearl
- Douglas Wood: Governador Wilson
- Betty Blythe: Sra. Wilson
- Harry Worth: Harry Gates
- Lew Harvey: Blackie
- Will Wright
- King Baggot

## Producció
Va ser la primera de les quatre col·laboracions a la pantalla de Clark Gable i Lana Turner. Gable i Turner van treballar junts a Somewhere I'll Find You (1942), Homecoming (1948) i Betrayed (1954).
En el càsting, Lana Turner tenia només vint anys i la seva estrella estava volant alt només havent fet de protagonista en les reeixides pel·lícules Dr. Jekyll and Mr. Hyde i Ziegfeld Girl. MGM estava mirant de convertir la Turner en la substituta de la bellesa de platí morta Jean Harlow i per això la llença al costat del "Rei de Hollywood", Clark Gable.